# Scobey
Scobey és una població dels Estats Units a l'estat de Montana. Segons el cens del 2000 tenia 1.082 habitants.

## Demografia
Segons el cens del 2000, Scobey tenia 1.082 habitants, 499 habitatges, i 283 famílies. La densitat de població era de 572,3 habitants per km².
Dels 499 habitatges en un 23% hi vivien nens de menys de 18 anys, en un 47,5% hi vivien parelles casades, en un 6,8% dones solteres, i en un 43,1% no eren unitats familiars. En el 39,7% dels habitatges hi vivien persones soles el 22,4% de les quals corresponia a persones de 65 anys o més que vivien soles. El nombre mitjà de persones vivint en cada habitatge era de 2,09 i el nombre mitjà de persones que vivien en cada família era de 2,81.
Per edats la població es repartia de la següent manera: un 21% tenia menys de 18 anys, un 4,3% entre 18 i 24, un 17,6% entre 25 i 44, un 29,4% de 45 a 60 i un 27,7% 65 anys o més.
L'edat mediana era de 50 anys. Per cada 100 dones de 18 o més anys hi havia 81,9 homes.
La renda mediana per habitatge era de 26.806 $ i la renda mediana per família de 35.521 $. Els homes tenien una renda mediana de 27.411 $ mentre que les dones 18.304 $. La renda per capita de la població era de 17.150 $. Aproximadament el 8,7% de les famílies i el 13,4% de la població estaven per davall del llindar de pobresa.

## Poblacions més properes
El següent diagrama mostra les poblacions més properes.